# Clara Hammerl

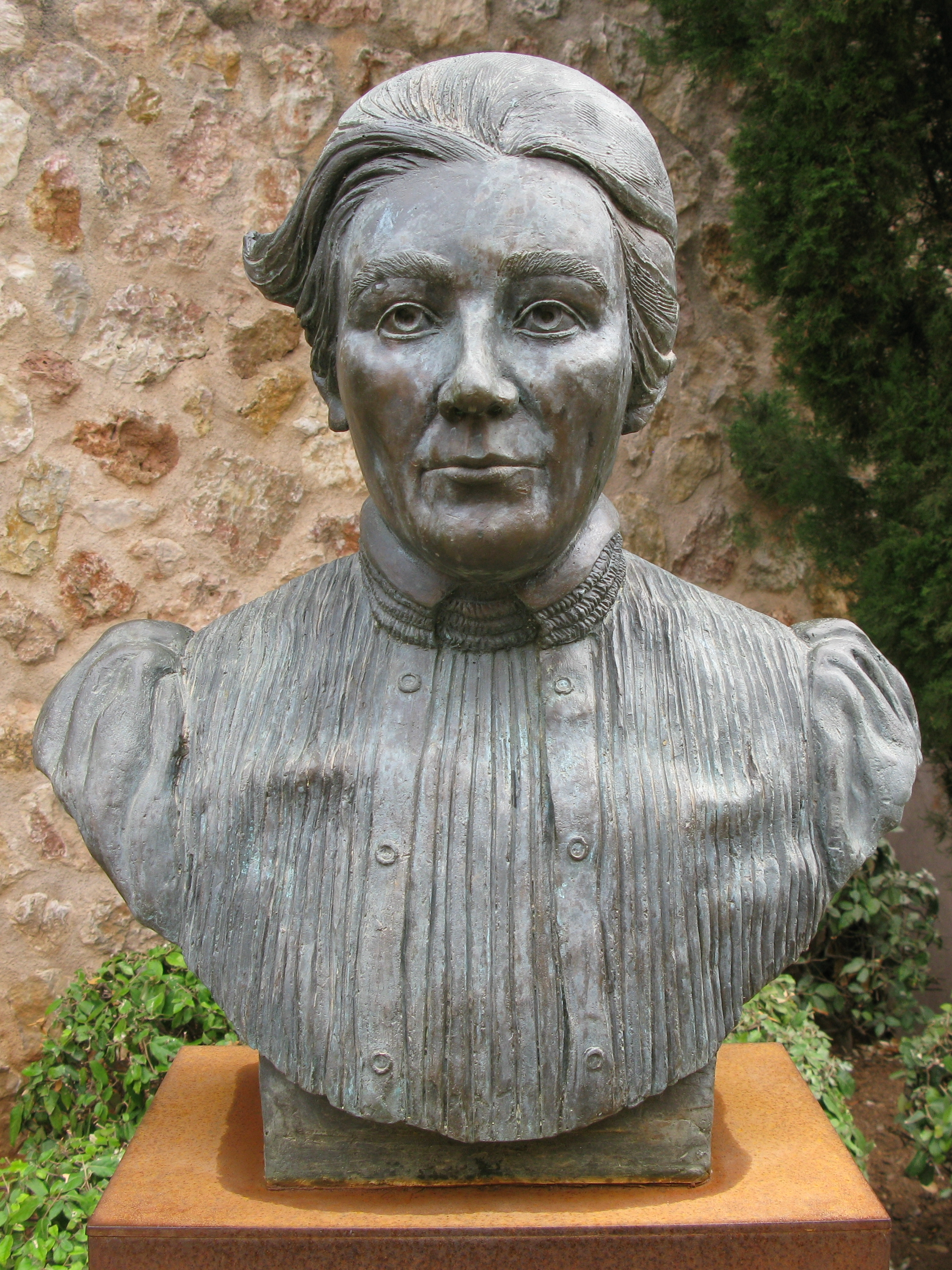
Büste der Reformpädagogin und Sparkassendirektorin Clara Hammerl (1858–1931) von Georgina Gamundí in Pollença (Mallorca)

Clara Emma Fredericke Agnes Laura Hammerl (* 15. März 1858 in Bromberg; † 9. Oktober 1931 in Rufino (Santa Fé), Argentinien) war eine deutsch-spanische (Reform-)Pädagogin in Pollença (Mallorca) und erste weibliche Leiterin eines Kreditinstituts in Spanien.

## Familie
Clara Hammerls Vater war der Lokomotivführer Friedrich Hammerl, ihre Mutter hieß Emma Müller. Clara hatte eine um zwei Jahre jüngere Schwester, Marie Ida Bertha Hammerl. Clara Hammerl wurde evangelisch getauft. Über ihre Kindheit und Jugend ist nur wenig bekannt. Im Jahr 1885, Clara war inzwischen 17 Jahre alt, war ihr Vater bereits verstorben. Ihre Mutter zog mit ihren beiden Töchtern Clara und Marie Ida Bertha nach Berlin, zunächst in die Keibelstraße 40, in der Nähe des Alexanderplatzes; zwei Jahre später wohnten die drei Frauen in einer Wohnung in Kreuzberg.

## Lebensweg
Clara Hammerl studierte und arbeitete in Berlin, unter anderem als Sprachlehrerin. Im Jahr 1887 war der vermögende und gebildete Mallorquiner Guillem Cifre de Colonya (* 18. Februar 1852 in Pollença; † 4. Juni 1908 in Lyon), Adoptivsohn eines Großgrundbesitzers, unter ihren Sprachschülern. Er wollte nicht zuletzt deswegen Deutsch lernen, um die Schriften des deutschen Philosophen Karl Christian Friedrich Krause (1781–1832) im Original lesen zu können. Clara Hammerl und ihr ehemaliger Schüler heirateten am 7. Oktober 1889 auf dem Standesamt in Berlin-Kreuzberg; Clara war zu diesem Zeitpunkt 31 Jahre alt.
Clara Hammerl war, wie ihr Ehemann, der Auffassung, dass Bildung das grundlegende Instrument für den gesellschaftlichen Fortschritt und für den Aufstieg ärmerer Gesellschaftsschichten sei. Guillem Cifre de Colonya hatte 1879 in Pollença im Nord-Osten Mallorcas eine reformpädagogische, laizistische Schule (Institució d'Ensenyament) gegründet, die zu den fortschrittlichsten in Spanien gehörte. Sie praktizierte als erste Schule auf Mallorca gemeinsamen Unterricht von Mädchen und Jungen (Koedukation). Cifre de Colonya gründete 1880 und leitete ferner eine Sparkasse, die noch heute bestehende Colonya Caixa d'Estalvis de Pollença, in der Absicht, auch „kleinen Leuten“ eine Möglichkeit zum Eigentumserwerb zu eröffnen („Estalvis“ bedeutet „Ersparnisse“).
Guillem Cifre de Colonya war Anhänger des Krausismo und des spanischen Pädagogen Francisco Giner de los Ríos, dem Gründer der Freien Lehranstalt (Institución Libre de Enseñanza). Schulunterricht sollte ihrer Auffassung nach säkularisiert, also von der Kirche unabhängig sein, die Ratio vom Glauben abgekoppelt werden.
Nach der standesamtlichen Hochzeit im Oktober 1889 in Berlin-Kreuzberg ging das Paar im November desselben Jahres nach Pollença auf Mallorca, also in den Geburtsort Cifre de Colonyas. Das Ehepaar bezog ein geräumiges Stadthaus der Familie de Colonya in der Carrer de Mallorca 32, in dem auch Guillems Eltern, also Claras Schwiegereltern, Guillem und Antonia Cifre de Colonya, lebten.
Clara unterrichtete an der Schule ihres Mannes Deutsch. Für die 1890er Jahre ungewöhnlicherweise – das Wahlrecht für Frauen wurde in Spanien erst 1931 eingeführt – nahm Clara Hammerl an Treffen der republikanischen Partei (Partido Republicano) teil, für die ihr Mann ab 1885 zeitweise im Stadtrat von Pollença saß.
Clara Hammerl wurde als evangelische, reformorientierte Deutsche und blonde, auffällig große Frau in ihrer neuen sozialen Umgebung keineswegs allseits akzeptiert. Gegen das reformorientierte Institució d'Ensenyament gab es Boykottaufrufe; konservative mallorquinische Kirchenobere entsandten 1893 eine zweiwöchige „Heilige Mission“ aus Jesuiten-Predigern nach Pollença, die dort mit Predigten, öffentlichen Glaubensbekenntnissen und feierlichen Umzügen dem „Protestantismus und anderen Fehlern“ ein Ende bereiten sollten.
Anfang der 1890er Jahre zog Claras Mutter, Emma Hammerl geb. Müller, zu Tochter und Schwiegersohn nach Pollença.
Im August 1890 kam Clara Hammerls erstes Kind zur Welt. Der Junge wurde, wie sein Vater und Großvater, Guillem genannt. Er starb schon zwei Tage nach der Geburt an einem Krampfanfall. 1891 entband Clara Hammerl eine Tochter, Antònia. Sie überlebte. Doch 1892 starb ein weiteres Kind, die nach Claras Mutter benannte Emma, zwei Monate nach der Entbindung an einer Bronchitis. Am 5. November 1894 kam eine weitere Tochter auf die Welt, die ebenfalls Emma genannt wurde. Sie starb mit etwas mehr als fünf Jahren, am 29. Januar 1900, an Diphtherie. Die 42-jährige Clara wurde noch einmal schwanger und gebar am 4. September 1900 einen Jungen, der wieder Guillem hieß. Er überlebte.
Der bereits zuvor zur Schwermut neigende Guillem Cifres fiel nach dem Tod von drei seiner fünf Kinder in eine tiefe Depression. Die Familie beschloss, ihr prestigeträchtiges Stadthaus zu verkaufen und auf den Ländereien des Landgutes Colonya ein neues Haus zu bauen. Wenige Jahre nach dem Umzug dorthin verlor Guillem Cifre nahezu sein gesamtes Vermögen: Ein hoch verschuldeter Freund, für den er eine Bürgschaft übernommen hatte, beging in Palma Selbstmord, und Cifre musste dessen Schulden zurückzahlen. Obwohl die Familie immer noch über Einkünfte verfügte, die weit über dem Durchschnitt jener Zeit lagen, erholte sich Guillem Cifre von diesem erneuten Schicksalsschlag nicht. Seine Depressionen wurden schlimmer. Er versuchte, sie bei Kuraufenthalten fernab der Insel Mallorca (u. a. in Lyon) etwas zu lindern. Clara Hammerl übernahm von ihrem erkrankten Ehemann nach und nach die Leitung von Sparkasse und Schule.
Guillem Cifre schluckte am 29. Mai 1908 im französischen Lyon Gift und stürzte sich von einer Brücke in die Rhône. Er starb am 4. Juli in einem Lyoner Krankenhaus an den Folgen seines Selbstmordversuchs. Nach dem Tod ihres Mannes übernahm Clara Hammerl auch formal die Leitung der Caixa d´Estalvis de Pollença und wurde dadurch zur ersten Sparkassenchefin Spaniens. Zusammen mit einem Mitstreiter, Rafel Cortès, gelang es ihr, das Bankgeschäft auszubauen. Sie bemühte sich um die Wiedereröffnung der Schule und fand mit Gabriel Comas einen Lehrer, der den pädagogischen Ansätzen ihres Mannes nahestand. Daneben kümmerte sich Clara Hammerl um die Investitionen der Familie, unter anderem im Import-Export-Geschäft und in Unternehmensbeteiligungen.
Die Winter 1909 und 1910 verbrachte die Familie in Madrid, wo Antònia und Guillem auf der Institución Libre de Enseñanza – gewissermaßen der Mutterschule der Institució in Pollença – unterrichtet wurden. 1912 ging es dann nach Berlin, wo die Kinder Deutsch lernen sollten. Antònia ließ sich in Berlin zunächst zur Fotografin ausbilden – ein Vorhaben, das sie nach der Rückkehr nach Spanien, wahrscheinlich 1914, wieder fallen ließ. Auf Mallorca mietete Clara Hammerl eine Wohnung in Palmas Stadtviertel El Terreno an, damit Guillem dort die Schule beenden konnte. 1916 zog die Familie nach Madrid, wo Guillem seine Studien als Landwirtschaftsingenieur aufnahm. Die 58-jährige Clara Hammerl legte die Leitung der Sparkasse in Pollença nieder und widmete sich fortan ihren beiden fast erwachsenen Kindern. Offenbar fiel es ihr schwer, ihre Kinder ziehen zu lassen: Zunächst vertrieb sie in Berlin einen preußischen Offizier, der Antònia umwarb – der junge Mann starb Monate später im Ersten Weltkrieg. Auf einen anderen Verehrer ihrer Tochter namens Esteve Rotger, einen jungen Mann, der bei Cifre zur Schule gegangen war und auf dem Hofe der Familie gearbeitet hatte, soll sie auf Mallorca mit einer Axt losgegangen sein. Über Antònias Beziehung zu Esteve Rotger kam es zwischen 1916 und 1918 zum Bruch zwischen ihr und ihrer Mutter Clara. Antònia zog mit ihrem Freund nach Barcelona, heiratete ihn und wanderte mit ihm nach Rosario in Argentinien aus.
Da Antònia verlangte, das Erbe ihres Vaters ausgezahlt zu bekommen, und da auch Guillems Ausbildung einige Kosten verursachte, verkaufte die Familie zwischen 1920 und 1922 ihre verbliebenen Ländereien an die Bauern, die die Felder zuvor bestellt hatten. Clara zog mit ihrem Sohn in die USA, wo Guillem bis 1924 in Corvallis (Oregon) Landwirtschaft studierte. Aus Guillem Cifre wurde der US-Bürger William Cifre. Er verlobte sich mit einer Kommilitonin und wurde kurz darauf von einem multinationalen Unternehmen nach Buenos Aires, Argentinien, geschickt. Die inzwischen 66-Jährige Clara kehrte kurzzeitig nach Pollença zurück, reiste dann aber bald ihrem Sohn nach Buenos Aires nach – der allerdings kurz darauf in die USA zurückkehrte und dort heiratete. In dieser Zeit besuchte Clara in Argentinien auch ihre Tochter Antònia, die in der Zwischenzeit zwei Kinder zur Welt gebracht hatte: Guillermo und Gustavo Adolfo Rotger. Clara nahm den jüngeren ihrer beiden Enkelsöhne, Gustavo Adolfo, mit auf eine Reise nach Pollença. Da sie auch nach Wochen noch keine Anstalten machte, Gustavo Adolfo zu seiner Mutter Antònia nach Argentinien zurückzubringen, musste Antònia ihrem Sohn schließlich nachreisen, um ihn nach Argentinien zurückzuholen. Nun zog auch Clara Hammerl zur Familie ihrer Tochter nach Argentinien. Ihr Schwiegersohn Esteve Rotger verlor jedoch in der Weltwirtschaftskrise der 1920er und 1930er Jahre seine Bäckerei, so dass die Familie verarmte und bei einem Vetter Esteve Rotgers in Rufino Zuflucht suchen musste. Dort starb Clara Emma Friedericke Agnes Laura Hammerl am 9. Oktober 1931 im Alter von 73 Jahren.
Die Schule in Pollença, das Institució d'Ensenyament, wurde im Verlauf des spanischen Bürgerkrieges geschlossen, aber die Sparkasse Colonya Caixa d'Estalvis de Pollença, die Clara Hammerl von 1908 bis 1916 – als erste Frau in der Führung eines Finanzinstitutes in ganz Spanien überhaupt – geleitet hatte, besteht noch heute.

## Ehrungen und Trivia
- seit 2012 heißt die Oberschule von Port de Pollença „IES Clara Hammerl“

- 2013 wurde Clara Hammerl postum zur Ehrenbürgerin der Gemeinde Pollença ernannt[2]

- über Clara Hammerl haben die beiden Regisseuren Lluís Prieto und Toti García im Jahr 2016 im Auftrag des Balearen-Senders IB3 einen dokumentarischen Spielfilm gedreht, in der Carmen Molinar die Clara Hammerl spielt[3]

- Pere Salas, „Clara Hammerl. Una dona de paraula“ („Eine Frau des Wortes“), Editorial Gall, Pollenca 2016

- „Clara Hammerl. Caminant per la igualtat“ („Clara Hammerl. Der Weg zur Gleicheit“), Comic von Nivola Uyà[4], vom Mallorquinischen ins Deutsche übersetzt durch das Deutsche Konsulat in Palma de Mallorca.[5]

- eine von der Bildhauerin Georgina Gamundí gefertigte Büste von Clara Hammerl steht auf der Plaça dels Seglars, Ecke Carrer de l'Ombra, in Pollença[6]